# 18 til I Die
18 til I Die ist das siebte Studioalbum des kanadischen Rocksängers Bryan Adams. Das Album wurde am 4. Juni 1996 von seinem Label A&M Records veröffentlicht.

## Entstehung und Veröffentlichung
Erneut wurde das Album im Wesentlichen von Adams mit seinem Produzenten Robert John „Mutt“ Lange geschrieben. Die Songwriting- und Aufnahmesessions fanden in eigens angemieteten Häusern statt, zunächst in Ocho Rios, Jamaika von Winter 1994 bis Sommer 1995 sowie dann in zwei verschiedenen Häusern in der Provence in Frankreich, zunächst vom Herbst 1995 bis zum Frühling 1996. Hierzu wurde eine mobile Studioeinheit des Warehouse Studios verwendet. Abgemischt wurde das Album dann im März 1996 von Bob Clearmountain. Nachdem er bereits zwölf Stücke fertig geschrieben hatte, war Bryan Adams der Meinung, etwas fehle noch. So schrieb er zum Schluss The Only Thing That Looks Good on Me Is You und 18 til I Die und benannte das Album nach letzterem Lied.
Bereits 1995 wurde Have You Ever Really Loved a Woman? ausgekoppelt, das zum Soundtrack des Films Don Juan DeMarco zählte und bei dem Paco de Lucia Gitarre spielte. 1996 folgten dann The Only Thing That Looks Good on Me Is You, Let’s Make a Night to Remember, I Finally Found Someone, Star sowie Do to You und I’ll Always Be Right There.

## Titelliste
| Nr. | Titel                                        | Länge |
| --- | -------------------------------------------- | ----- |
| 1.  | The Only Thing That Looks Good on Me Is You  | 3:37  |
| 2.  | Do to You                                    | 4:11  |
| 3.  | Let’s Make a Night to Remember               | 6:19  |
| 4.  | 18 til I Die                                 | 3:30  |
| 5.  | Star                                         | 3:42  |
| 6.  | (I Wanna Be) Your Underwear                  | 3:18  |
| 7.  | We’re Gonna Win                              | 2:27  |
| 8.  | I Think About You                            | 3:36  |
| 9.  | I’ll Always Be Right There                   | 3:17  |
| 10. | It Ain’t a Party... If You Can’t Come ’Round | 3:47  |
| 11. | Black Pearl                                  | 4:00  |
| 12. | You’re Still Beautiful to Me                 | 5:14  |
| 13. | Have You Ever Really Loved a Woman?          | 4:48  |

| Nr. | Titel     | Länge |
| --- | --------- | ----- |
| 14. | Hey Elvis | 3:26  |

| Nr. | Titel                                                                      | Länge |
| --- | -------------------------------------------------------------------------- | ----- |
| 14. | Low Life (Von der Single Have You Ever Really Loved a Woman?)              | 4:18  |
| 15. | I Want It All (Von der Single The Only Thing That Looks Good on Me Is You) | 4:47  |
| 16. | Hey Little Girl (Von der Single Let’s Make a Night to Remember)            | 4:40  |

## Kommerzieller Erfolg

### Chartplatzierungen
| ChartsChartplatzierungen       | Höchstplatzierung | Wochen |
| ------------------------------ | ----------------- | ------ |
| Deutschland (GfK)              | 4 (40 Wo.)        | 40     |
| Kanada (MC)                    | 4 (32 Wo.)        | 32     |
| Österreich (Ö3)                | 2 (18 Wo.)        | 18     |
| Schweiz (IFPI)                 | 2 (25 Wo.)        | 25     |
| Vereinigte Staaten (Billboard) | 31 (50 Wo.)       | 50     |
| Vereinigtes Königreich (OCC)   | 1 (47 Wo.)        | 47     |

| ChartsJahrescharts (1996)    | Platzierung |
| ---------------------------- | ----------- |
| Deutschland (GfK)            | 22          |
| Österreich (Ö3)              | 12          |
| Schweiz (IFPI)               | 14          |
| Vereinigtes Königreich (OCC) | 24          |

### Auszeichnungen für Musikverkäufe
| Land/Region                  | Auszeichnungen für Musikverkäufe (Land/Region, Auszeichnung, Verkäufe) | Verkäufe    |
| ---------------------------- | ---------------------------------------------------------------------- | ----------- |
| Australien (ARIA)            | 3× Platin                                                              | 210.000     |
| Belgien (BRMA)               | Gold                                                                   | 25.000      |
| Deutschland (BVMI)           | Gold                                                                   | 250.000     |
| Europa (IFPI)                | Platin                                                                 | (1.000.000) |
| Finnland (IFPI)              | Gold                                                                   | 23.896      |
| Japan (RIAJ)                 | Platin                                                                 | 200.000     |
| Kanada (MC)                  | 3× Platin                                                              | 300.000     |
| Neuseeland (RMNZ)            | Platin                                                                 | 15.000      |
| Österreich (IFPI)            | Gold                                                                   | 25.000      |
| Schweiz (IFPI)               | Platin                                                                 | 50.000      |
| Spanien (Promusicae)         | Gold                                                                   | 50.000      |
| Vereinigte Staaten (RIAA)    | Platin                                                                 | 1.000.000   |
| Vereinigtes Königreich (BPI) | 2× Platin                                                              | 600.000     |
| Insgesamt                    | 5× Gold · 13× Platin ·                                                 | 2.748.896   |

Hauptartikel: Bryan Adams/Auszeichnungen für Musikverkäufe